# Veruca Salt
Veruca Salt — американская рок-группа, созданная Ниной Гордон и Луизой Пост в 1993 году. Группа взяла название по имени героини повести «Чарли и шоколадная фабрика» английского писателя Роальда Даля.

## История

### Ранние годы
Нина Гордон и Луиза Пост познакомились через общего друга, актрису Лили Тэйлор, в 1991 году. Некоторое время группа просуществовала как акустический дуэт, однако вскоре было решено собрать полноценный коллектив. К ним присоединились басист Стив Лэк и брат Нины Гордон, барабанщик Джим Шапиро. Сформировав свой состав, коллектив приступил к записи демо. На дебютную демо-кассету попали четыре композиции: «Get Back», «All Hail Me», «Wolf» и неизданная впоследствии «Halloween Day». Группа передала свою кассету нескольким лейблам, начав выступать в маленьких клубах. Эта демозапись привлекла к группе большое внимание, и уже через несколько концертов Veruca Salt подписали контракт с небольшим независимым лейблом Minty Fresh.

### Успех
На Minty Fresh коллектив в марте 1994 года выпустил сингл «Seether». Композиция снискала популярность и мгновенно стала радиохитом, вскоре добившись успеха в чартах.
Дебютный альбом American Thighs был выпущен на лейбле Minty Fresh Records 27 сентября 1994 года и получил статус «золотого», а Veruca Salt отправились в тур вместе с Hole
Таким образом, менее, чем за год, Veruca Salt превратились из новичков в сенсацию чикагской музыкальной сцены.
За группу развернулась борьба между крупными лейблами — DGC, Island, Epic, Maverick, и другими.
Показательно, как группу восприняла критика — пресса сравнивала их с Nirvana, хотя Veruca Salt возникли под влиянием направлений инди-рок, шугейз и поп-рок — в частности, таких коллективов как My Bloody Valentine, Pixies, The Breeders и Big Star.
Тем временем лейблу Minty Fresh даже пришлось попросить прекратить трансляции сингла «Seether», поскольку альбом ещё не был готов.
В итоге этого ажиотажа группа подписала контракт с Geffen Records.
American Thighs разошелся тиражом более, чем миллион копий.
За турне с группой Hole последовали гастроли с PJ Harvey в 1995 году.
В сотрудничестве со Стивом Альбини в 1996 году группа выпустила EP Blow It Out Your Ass It’s Veruca Salt.
Второй студийный альбом Eight Arms To Hold You спродюсировал Боб Рок, известный по работе с Metallica и Aerosmith.
На этой пластинке Veruca Salt довели до совершенства элементы пауэр-попа, утяжелив саунд хард-роком. Как и дебютный American Thighs, альбом достиг золотого статуса. На этот раз хитом стала композиция «Volcano Girls».
После записи альбома барабанщик Джим Шапиро оставил группу, его место занял ударник Letters to Cleo Стэйси Джонс. С ним Veruca Salt снимают два клипа (синглы Volcano Girls и Shutterbug) и отправляются в мировой тур для поддержки Eight Arms To Hold You.

### Уход Нины Гордон
После записи альбома Eight Arms To Hold You барабанщик Джим Шапиро покинул коллектив, поскольку считал себя лишь временным ударником.
Во время и после записи Eight Arms To Hold You дали знать о себе творческие и личные разногласия между лидерами группы — Ниной Гордон и Луизой Пост. Взлет коллектива оказался прерван уходом Нины Гордон.
Музыкальные критики характеризовали этот разрыв как «величайшую мыльную оперу со времен Fleetwood Mac и Husker Du».
Спустя некоторое время Veruca Salt покинул и басист Стив Лэк с барабанщиком Стэйси Джонсом.
Усилиями Луизы Пост группа продолжила существование. Под впечатлением от распада группы и расставания с лидером Foo Fighters Дэйвом Гролом она написала альбом Resolver, с такими песнями как «Официально мертвы» («Officially Dead») и «Знала её раньше» («Used To Know Her»). В обновленном составе коллектив представил пластинку Resolver в мае 2000 года.
В 2003 и 2005 году группа выпустила EP Officially Dead и Lords Of Sounds and Lesser Things, продолжая переживать постоянные перемены в составе.
В этот период вторым ключевым участником Veruca Salt стал гитарист Стивен Фитцпатрик. С 2006 по 2008 год в состав входила будущая бас-гитаристка The Smashing Pumpkins Николь Фиорентино.
14 марта 2012 года на официальном сайте коллектив объявил о бессрочном отпуске.

### Воссоединение
По словам Нины Гордон, она испытала желание снова выступать с Луизой Пост, узнав в 2012 году о реюнионе Mazzy Star:
```

```

"Я написала ей по электронной почте: "Mazzy Star дают концерт, не должны ли мы последовать их примеру?". А она ответила: "Пожалуй, нам лучше начать с кофе". 
Группе удалось собраться в своем золотом составе уже летом того же года.
15 марта 2013 года Veruca Salt официально объявили о воссоединении группы в оригинальном составе: Луиза Пост (гитара, вокал), Нина Гордон (гитара, вокал), Стив Лэк (бас), Джим Шапиро (ударные).
29 сентября коллектив сообщил о работе над новым материалом. В 2014 году группа выпускает EP MMXIV, содержащий новые композиции «It’s Holy» и «The Museum of Broken Relationships».
10 июля 2015 года коллектив выпустил новый полноформатный альбом «Ghost Notes».
Пластинка попала в чарты, а музыкальные критики положительно приняли этот диск, подчеркивая эмоциональную глубину пластинки.

## Дискография

### Альбомы
- American Thighs — (1994)
- Eight Arms to Hold You — (1997)
- Resolver — (2000)
- IV — (2006)
- Ghost Notes — (2015)

### Мини-альбомы
- Blow It Out Your Ass It's Veruca Salt EP — (1996)
- Officially Dead EP — (2003)
- Lords of Sounds and Lesser Things EP — (2005)
- MMXIV EP — (2014)

## Состав
Нынешний состав
- Луиза Пост — соло-гитара, вокал (1993—2012, 2013 — настоящее время)
- Нина Гордон — ритм-гитара, вокал (1993—1997, 2013 — настоящее время)
- Стив Лэк — бас-гитара (1993—1998, 2013 — настоящее время)
- Джим Шапиро — ударные, бэк-вокал (1993—1997, 2013 — настоящее время)

Бывшие участники
- Стефен Фитцпатрик — гитара (1999—2012)
- Стэйси Джонс — ударные (1997—1998)
- Джимми Мадла — ударные (1999—2005)
- Келлии Скотт — ударные (2005—2012)
- Сюзанна Сокол — бас-гитара, бэк-вокал (1999—2000)
- Джина Кросли — бас-гитара, бэк-вокал (2000—2002)
- Николь Фиорентино — бас-гитара, бэк-вокал (2006—2008)